# Didaco Bessi
Didaco Bessi (Iolo, 5 febbraio 1856 – Prato, 25 maggio 1919) è stato un presbitero italiano.

## Biografia
Nacque il 5 febbraio 1856 a Iolo, frazione di Prato, da Giocondo Bessi e Maria Maddalena Dabizzi, che ebbero nove figli.
Nel 1868 entrò nel seminario minore della sua città, che frequentò come esterno, percorrendo sette chilometri a piedi per arrivarvi in ogni giorno di lezione. Nel 1871 si fece terziario domenicano, con il nome di fra Domenico. Nello stesso anno si iscrisse anche alla Pia Unione dei Figli di Maria Immacolata. Nel 1872 ebbe la tonsura e visse in seminario dal 1874.
Fu ordinato sacerdote il 20 settembre 1879 nella cattedrale di Pistoia da monsignor Niccolò Sozzifanti. Divenne prima cappellano e poi pievano a Iolo. Nella sua attività parrocchiale fu un meticoloso catechista e si occupò specialmente degli anziani e degli ammalati, che visitava frequentemente. Di carattere schivo e riservato, fece emergere la fede e la carità in un'attività apparentemente ordinaria, ma esercitata con zelo e continuità. Nonostante gli impegni della vita pastorale, rimase un uomo di studio e di preghiera.
L'8 settembre 1895 fondò l'Istituto delle Suore di Carità della beatissima Vergine del Rosario (oggi Suore domenicane di Santa Maria del Rosario), dando come casa alle suore alcuni locali presi in affitto, in cui fu aperta anche una scuola femminile. Le suore inoltre assistevano i malati e accompagnavano i moribondi.
Morì a Prato il 25 maggio 1919 lasciando numerosi discorsi e sermoni.

## Scritti
Gli scritti di don Didaco Bessi non furono editi a stampa durante la sua vita e sono stati raccolti nell'archivio diocesano. Dal 2006 al 2008 sono stati raccolti in 5 volumi editi a Prato.
Gli scritti consistono in:
- 92 discorsi pronunciati in varie occasioni;
- 8 discorsi alle suore, pronunciati dal 1900 al 1903;
- il "Regolamento delle Suore della Beatissima Vergine del Santo Rosario", redatto nel 1899 e indirizzato al vescovo Marcello Mazzanti;
- la "Regola di vita di Suor Maria Rosaria Crocifissa Puggelli", redatta nel 1904 e indirizzata alla prima superiora dell'istituto;
- relazioni, messaggi, dediche, casi morali.

L'autore mostra una vasta conoscenza teologica, una retta dottrina cattolica e anche una sua originalità. Le numerose citazioni bibliche sono spesso in latino, seguite dalla loro traduzione, e ispirano talvolta tutto un discorso, in cui vengono analizzate parola per parola. Frequentemente cita i Padri e i Dottori della Chiesa e si riferisce alle vite dei santi. 
I discorsi sono finalizzati al suo ministero pastorale e specialmente alla predicazione.

## Causa di beatificazione
La fase diocesana della causa di beatificazione, aperta solennemente il 23 settembre 2013, si è conclusa il 21 ottobre 2016. Gli atti della causa sono stati trasmessi alla Congregazione per le cause dei santi.